# Высочайшие посещения Одессы
Высоча́йшие посеще́ния Оде́ссы — исторические события — посещения города Одесса правившими монархами императорского дома Романовых.

## Общие сведения
Первый раз посещение Одессы царствовавшими особами дома Романовых произошло в 1816 году — в Одессе побывал ещё тогда великий князь Николай Павлович, будущий император Николай I.
Дальнейшие посещении происходили в следующем порядке:

### Посещения Одессы Александром I
- Император Александр I посещал Одессу дважды, в 1818 и 1824 гг.

### Посещения Одессы Николаем I
Император Николай I посещал Одессу в 1828, 1837, 1842, 1847 и 1851 гг. как с царской семьёй, так и без неё.

### Посещения Одессы Александром II
- Император Александр II за время своего царствования и до вступления на Престол посещал Одессу многократно, большей частью проездом на летний отдых в Крым или возвращаясь из Крыма в Петербург вместе со своей семьёй — в 1850, 1855 (23 октября), 1859, 1861, 1863, 1869, 1872 (четыре раза — 20 марта, 6 апреля, 26 мая и 25 октября), 1873, 1875, 1876, 1877 (дважды — 20 апреля и 18 августа) и в 1879 году. Посещать Одессу стало легче и удобнее с вводом в эксплуатацию железнодорожного сообщения Одессы с Центральной России, которое было открыто в конце 60-х годов XIX века.

Во время посещения 1855 года, когда Александр II вместе с великими князьями Константином, Николаем и Михаилом направлялись в Крым для встречи с участниками обороны Севастополя, высокие гости осмотрели порт, незадолго до этого подвергшийся атаке союзников, побывали в Михайловском монастыре, на береговых батареях и присутствовали на военных учениях — испытаниях нового вида оружия — подрывах подводных морских мин.
Во время посещения 1861 года было дано разрешение («Всемилостивейше удовлетворил ходатайство») на открытие в Одессе Новороссийского университета.
Во время посещения 1875 года (7 сентября) император присутствовал при закладке нового городского парка и посадил первый дубок. Парку было тут же дано название «Александровский», в честь правившего царя. В память об этом посещении в парке городом была воздвигнута колонна с надписью: «На сём месте Царь-Освободитель 7 сентября 1875 г. соизволил быть парку имени его и посадил первое дерево». Дерево это охранялось и было обнесено чугунной филигранной оградой.
Александр III не был в Одессе ни разу.

### Посещения Одессы Николаем II
Николай II посещал Одессу 3 ноября 1892 года (ещё будучи наследником), затем 17 сентября 1904 года, 7 октября 1909 года, 2 июня 1914 года, 14 апреля 1915 года и 10—11 мая 1916 года.

#### Посещение 17 сентября 1904 года
Визит в Одессу был связан с первой отправкой с железнодорожной станции Одесса-Товарная войск на театр Русско-Японской войны. Встреча с войсками произошла на железнодорожной станции «Застава», куда царский поезд прибыл в 14 час. 02 мин. Царю была подана лошадь и он объехал выстроенные полки и благословил их иконой. В 15 часов смотр был окончен, полки церемониальным маршем прошли мимо императора. После смотра царский поезд отбыл в город.
Ещё накануне визита улица Пушкинская и другие центральные улицы города начали украшаться национальными флагами, цветами, на балконах вывешивали ковры. Были торжественно декорированы одесский вокзал и царские покои на станции Одесса-Главная, куда царский поезд прибыл в 15 час. 20 мин. На станции царя встречали многочисленные депутации, херсонский губернатор В. А. Левашев, одесский градоначальник Д. Б. Нейдгард, городской голова П. А. Зеленой (командующий Одесского военного округа А. В. Каульбарс встретил царя ещё на подъезде к городу на станции Раздельная).
Николай II принял приветствия от депутаций, милостиво поблагодарил одесскую еврейскую общину за «выраженные ею верноподданические чувства и изволил выразить удовольствие по поводу того, что евреи делят все тяготы, переживаемые ныне русским народом». В ответном приветствии городской голова П. А. Зеленой отметил, что, «несмотря на предубеждение, ни на чём не основанное, Одесса всегда была по характеру русским городом…».
После встречи на вокзале Николай II последовал в город. На всём пути его приветствовали многочисленные толпы одесситов. Кортеж проследовал по улице Пушкинской, повернул на Полицейскую и выехал к Кафедральному собору, где был в присутствии 50-ти тысячной толпы отслужен молебен по отправляемому на войну воинству. Из собора царский кортеж вновь проследовал по Полицейской улице, повернул на Екатерининскую, откуда выехал на Екатерининскую площадь, на которой царь осмотрел недавно установленный памятник Екатерине Великой. Оттуда кортеж вернулся на вокзал, проехав по Николаевскому бульвару, Биржевую площадь и улице Пушкинской. В 18 час. 40 мин. царский поезд отбыл со станции Одесса-Главная в Тирасполь.
На следующий день в Ведомостях Одесского градоначальства было напечатано следующее сообщение от одесского градоначальника:

Его Императорское Величество Государь Император Высочайше повелеть мне соизволил передать населению Одессы Высочайшую Его Императорского Величества благодарность за блестящий и примерный порядок, в котором население встретило Его Величество при Высочайшем посещении Одессы. Счастлив исполнить повеление Его Величества, доводя о сём до сведения всего одесского населения, и присовокупляю, что Государь Император Всемилостивейше повелел раздать беднейшему населению города 5.000 руб. из собственных средств Его Императорского Величества и освободить учебные заведения от занятий на три дня.

#### Посещение 2 июня 1914 года
За несколько недель до начала Великой войны Одессу для смотра войск Одесского военного округа посетил Николай II с семьёй, прибыв из Крыма на императорской яхте «Штандарт». Яхта пришла в Одесский порт в 1 ½ часа дня и остановилась на рейде. Императорский катер доставил Николая с семьёй на берег, где их встретили командующий войсками В. Н. Никитин, градоначальник И. В. Сосновский и городская депутация, представленная городским головой и всеми гласными городской Думы. В порту, после торжественного прохождения почётного караула и приветственных речей депутаций, царь с семьёй и свитой сел на царский поезд и отправился на вокзал Одесса-Главная. Прибыв на вокзал в 3 ½ часа дня царь с семьёй вышел на перрон, где его встречала многотысячная толпа и различные городские депутации. Председатель одесского аэроклуба А. А. Анатра обратился к царю с такими словами: 

Повергаю к стопам Вашего Императорского Величества чувства беспредельной любви и преданности одесского аэроклуба, деятельность которого направлена исключительно на усиление воздушного флота России. Лётчики-добровольцы одесского аэроклуба готовы в случае призыва Верховного Вождя составить воздушные дружины, которые явят грозную силу на славу и благо Вашего Величества и дорогой России.
Император ответил, что деятельность одесского аэроклуба ему известна. По окончании церемонии встречи царица вернулась в царский поезд, а Николай с детьми в открытом автомобиле отправился в военный лагерь, располагавшийся в районе 7-й станции Большого Фонтана. На протяжении всего пути прохождения автомобиля его пассажиров приветствовали толпы одесситов. Дорога шла по Итальянскому и Французскому бульварам, по Ботанической улице и Средне-Фонтанской дороге, мимо торжественно украшенных строящихся корпусов Сергиевского артиллерийского училища и Одесского кадетского корпуса. Прибыв на лагерное место в 6-м часу вечера, император пересел на лошадь, а детям подали коляску. Царь в сопровождении детей дал смотр собравшимся войскам. Командовал парадом корпусной командир генерал И. А. Романенко.
В 6 ½ часа вечера император с детьми отбыл обратно на станцию Одесса-Главная, а оттуда, забрав из царского поезда императрицу, проследовал в порт и направился на катере на яхту «Штандарт». В 7 ½ часа вечера на яхте был дан торжественный ужин для командиров частей, принимавших участие в смотре, начальника Одесского порта, одесского градоначальника, городского головы и других сановников города. Наследник в 8 ½ часа вечера был отправлен на берег для того, чтобы переночевать в царском поезде.
На следующее утро в 10 часов 50 минут от «Штандарта» отчалил катер с царским семейством и высадил его в порту, откуда царь с семьёй последовали в Царский павильон на станции Одесса-Главная. Царский поезд отошёл от перрона Царского павильона в 11 часов вечера 3 июня 1914 г., увозя царя и его семью в Кишинёв.

#### Посещение 14 апреля 1915 года
Николай II прибыл в Одессу с краткосрочным визитом для знакомства с работой госпиталей и лазаретов после пребывания на театре военных действий. Царский поезд прибыл на вокзал Одесса-Главная в 9 часов утра. На автомобиле, после кратких приветствий депутаций, царь последовал в Кафедральный собор, где молился о победе русского воинства. После этого кортеж прибыл на Куликовое поле, где были построены некоторые части. Затем Николай посетил военный госпиталь на Французском бульваре и лазарет дамского комитета Красного Креста № 2, учреждённые супругой градоначальника Л. С. Сосновской. Обойдя раненых офицеров и поблагодарив их за службу государь последовал на Николаевский бульвар, где посетил «мастерскую трудовой помощи» княгини Елизаветы Фёдоровны, устроенную супругой командующего армией Р. Н. Никитиной. Вернувшись на вокзал Николай дал Высочайший завтрак, на который были приглашены высшие чины армии и администрации. Ровно в 3 часа дня царский поезд с Николаем отбыл из города.

#### Посещение 10—11 мая 1916 года
Императорский поезд прибыл на станцию Одесса-Главная в 4 ½ часа пополудни. Царя и всё семейство сопровождала большая свита военных, включая командующего армиями Юго-Западного фронта генерала от кавалерии А. А. Брусилов. Встреча проходила по обычному протоколу — на перроне поезд встречали многочисленные депутации и городские сановники. Городской голова Б. А. Пеликан поднёс государю хлеб-соль.
Затем вся семья вышла на Вокзальную площадь и, под приветственные крики многотысячной толпы, разместились в двух автомобилях — царь и наследник в одном, царица с дочерьми — в другом. Через специально сооружённую над Пушкинской улицей триумфальную арку кортеж в 6 ½ часа вечера проследовал в Кафедральный собор. После краткой молитвы семья проследовала по Дерибасовской и Екатерининской улицам на Николаевский бульвар, для посещения «Елизаветинских мастерских», в которых шили военную форму. После возвращения на вокзал в вагоне-салоне был дан обед, на который были приглашены военное командование и высшие чины гражданской администрации.
На следующее утро был произведён смотр пехотным, кавалерийским и артиллерийским частям на Стрельбищном поле. На место смотра Николай с детьми проследовал по Водопроводной улице. По возвращении в город Николай посетил площадь Куликово поле, на котором, по замыслу городских властей, должен был быть заложен «Сквер Имени Государя Императора Николая II». Городской голова Б. А. Пеликан выступил с речью, в которой пригласил государя, государыню и их детей заложить основание сквера, высадив молодые деревца различных пород, что и было сделано. На поле были выстроены ученики одесских гимназий, воспитанники приютов, юнкера и кадеты, студенты Новороссийского университета.
Вернувшись на вокзал, посетив открытую там выставку «военно-промышленного комитета» и дав завтрак в вагоне-салоне, царская семья в 3 часа дня отправилась на Куяльницкий лиман, где в грязелечебницах были устроены лазареты для лечения раненых воинов. После посещения Куяльницкого лимана государь с семьёй проследовал в устроенную на Хаджибейском лимане лечебницу «Имени Александры Фёдоровны», где, по просьбе раненых и сестёр милосердия снялись в общей фотографической группе. Отбыв с Хаджибейского лимана в 6 часов вечера, семья Николая вернулась на вокзал, где был дан Высочайший обед, во время которого Николай II лично наградил одесского генерал-губернатора генерала от инфантерии М. И. Эбелова орденом Св. Александра Невского.
Свитский поезд отбыл из Одессы в 8 часов вечера, а царский — в 9 часов. Это было последнее посещения Одессы членами правящей династии Романовых.

## Память
В память о посещениях царей было принято изготавливать мраморные мемориальные доски, которые вывешивались в Городском собрании, а позднее — в зале городской Думы (старой Биржи). После установления Советской власти доски были демонтированы. Часть из них сохранилась и после смены власти на Украине они вошли в экспозицию Одесского художественного музея.